# (364264) Martymartina
(364264) Martymartina est un astéroïde de la ceinture principale.

## Description
(364264) Martymartina est un astéroïde de la ceinture principale. Il fut découvert le 11 octobre 2006 à San Marcello Pistoiese par Luciano Tesi et Giancarlo Fagioli. Il présente une orbite caractérisée par un demi-grand axe de 2,35 UA, une excentricité de 0,20 et une inclinaison de 2,2° par rapport à l'écliptique.